# گروس زانترسلبن
گروس زانترسلبن (به آلمانی: Groß Santersleben) یک منطقهٔ مسکونی در آلمان است که در Hohe Börde واقع شده‌است. گروس زانترسلبن ۱٬۰۵۰ نفر جمعیت دارد.